# 奥古斯特·斯特林堡

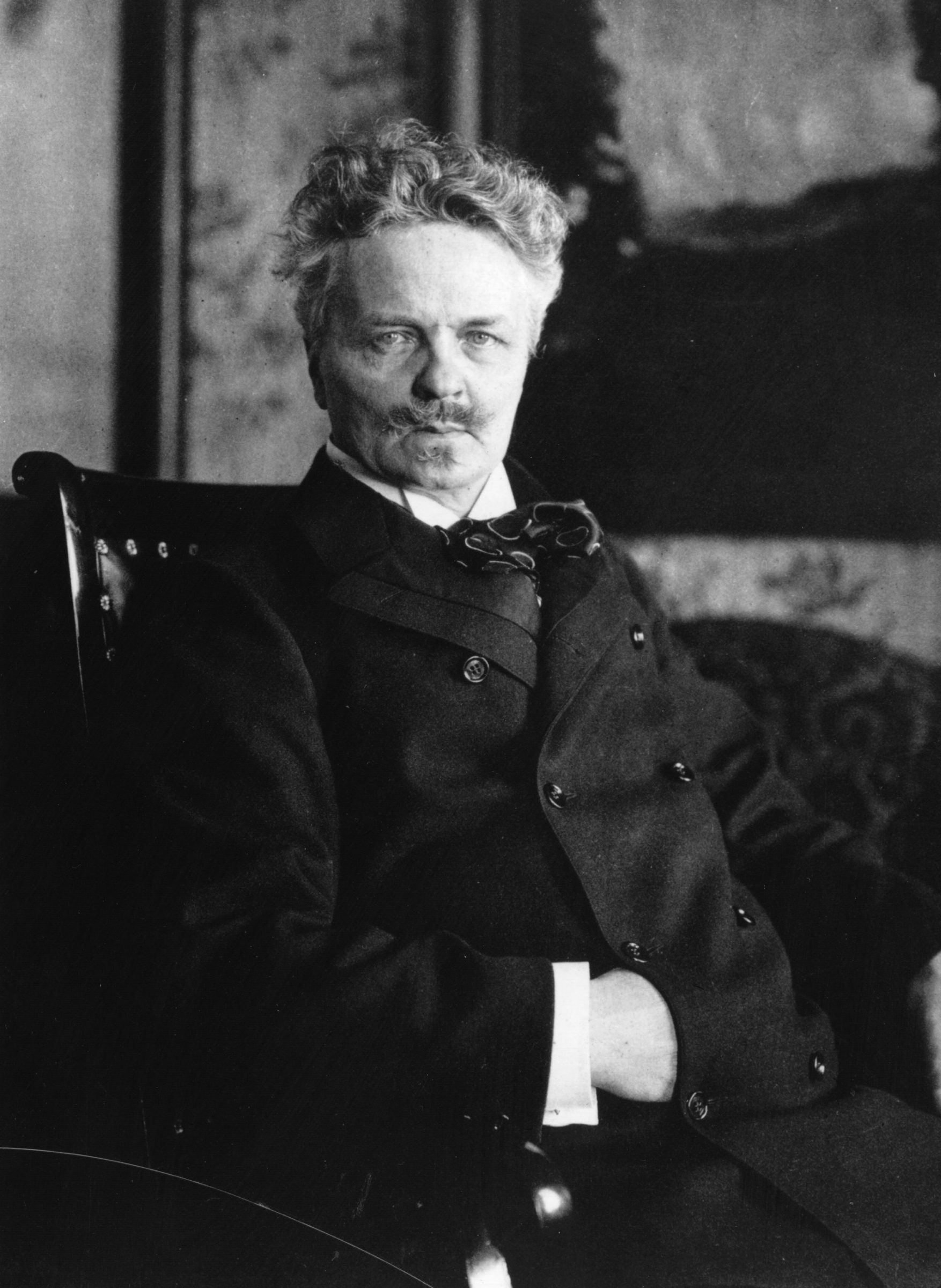
奥古斯特·斯特林堡

奥古斯特·斯特林堡（瑞典語：August Strindberg，1849年1月22日—1912年5月14日）是一位瑞典作家、劇作家和畫家，被称为現代戏剧创始人之一。斯特林堡是一位多产的作家，在其四十余年的创作生涯里，他写了六十多部戏剧和三十多部著作，其著作涵盖范围有小说、历史、自传、政治和文化赏析等。他的作品直观体现他的生活经历和感受。作为一个大胆且以颠覆传统为一贯作风的创作家，他通過自我摸索習得戏剧性描写方法和其广泛用途，他的作品着重表现自然主義和表現主義。

## 早期的奥古斯特.斯特林堡
奥古斯特.斯特林堡出身于中产阶级家庭，家中排行老三，他的父亲卡尔.奥斯卡.斯特林堡（Carl Oscar Strindberg）是一位航运代理，他的母亲叫尤里卡.诺拉.诺玲（Ulrika Eleonora (Nora) Norling）。尤里卡比卡尔小12岁，且由于她卑微的出身，在奥古斯特的自传中被称为“女仆人”。
此外，尤里卡還有虔誠的宗教信仰，這項特質對奧古斯特的人格養成養重大影響。孩提時的奧古斯特沉靜而寡言，父親相當嚴厲、他便在這樣一個兼具紀律與文化氣息薰陶的家庭中成長。此一時期，他便致力於閱讀、接觸自然科學與花卉栽植，1867年完成高中學業。隨後奧古斯特曾試圖朝演藝圈發展，但在1870年決定進入烏普薩拉大學就讀；他也在就讀該校期間展開他的作家生涯。
兩年後奧古斯特的經濟狀況惡化、迫使他中斷在烏普薩拉的學業並回到斯德哥爾摩，父親對此很感失望。1874年，他獲聘於瑞典皇家圖書館擔任館員，並在此工作直到1882年。之後，他認識了已婚芬蘭裔瑞典人希爾芮．馮．艾森，對她一見鍾情，並決定贏得其芳心；他承諾絕不生小孩，但她卻在兩人交往之後懷孕。結果希爾芮離開自己不忠的先生、在1877年與奧古斯特結婚；她向來對演員生活懷抱著憧憬，此一夢想也因兩人的婚姻而成真。兩人的私生子在出生三天後即夭折，不過希爾芮在1880年又生下女兒卡琳、1881年生下女兒葛瑞特，1884年在瑞士洛桑生下兒子漢斯。

## 轉捩點
1879年，奧古斯特出版小說《紅房間》、創作劇本《奧洛夫老師》，這一年也標記著他劇作家生涯的轉捩點。長年以來奧古斯特一直嘗試將其劇作付梓，然而成效卻不彰；但他最終獲致了成功。隨後數年間，他完成了代表作《瑞典人民》與小說《新王國》，這些作品皆以現實主義風格寫成，對社會機構與建置多有批評。
成名後的奧古斯特樹大招風、在文壇受到眾多討論與批評，使他起意離開瑞典。1883年，史特林堡夫婦搬到法國北部的格瑞茲並試圖打入當地的北歐藝術家交際圈，但數週後就搬到巴黎，稍後再搬到位於瑞士日內瓦湖畔、洛桑正南方的奧齊市。1884年奧古斯特在寫給兄弟愛列克斯的信中提到，「即便在此地，我還是嗅得到瑞典的腐敗氣息，但(遠離瑞典)仍是值得的。」
在瑞士的這段期間，奧古斯特持續寫下自傳式小說《成婚》、《女僕之子》與《傻子的辯護演說》，戲劇《茱莉小姐》與帶有社會批評色彩的小說《現實中的烏托邦》。小說集《成婚》的第一部分後來招致褻瀆罪的指控，相關的法院審理流程被後人稱為「《成婚》系列審理」。奧古斯特最後雖然獲無罪開釋，但有關此書的爭議仍持續不斷、對他造成了心理壓力，他在此事件後也一直有受迫害之感。獲釋後的奧古斯特又轉向抨擊由古斯塔夫三世成立的瑞典學院，認定它不過是由一群業餘人士所組成。同時，瑞典皇室也一直試圖影響國會，將他的著作列為禁書。
奧古斯特一直在國外待到1889年；這段期間他的婚姻趨於緊繃而不穩定的狀態，這也無疑對他文學作品中描寫女性的雛型產生了若干影響。

## 《Inferno》危機
奧古斯特與元配最後於1891年離婚；離婚後的奧古斯特曾遇到在藝文圈子引發的小危機。他搬遷到德國柏林，並與挪威畫家愛德華‧蒙克、作家阿道夫‧保羅等藝文界人士在被戲稱為「黑豬」的啤酒屋見面、交流。 詩人、作家歐拉．韓森的妻子蘿拉．馬宏成功地為奧古斯特在德國藝文界奠定知名度，而他卻因此認為馬宏照顧他是為了最終將他送進精神病院，甚至偷取他的私人信函、以便將來對付他。
奧古斯特於1893年娶奧地利籍攝影記者符芮妲．烏爾為第二任妻子，在這段僅維持四年的婚姻當中，兩人生下女兒薛絲汀。他在這段期間深受偏執狂症狀所苦，但也促使他執筆寫下《Inferno》、《傳說》等作品。其中以法文寫成的《Inferno》所採用的標題與但丁神曲中的第一部《地獄》有關， 乃是奧古斯特應一家對神秘現象有興趣之出版社要求而寫成，他在作品中詳細描述了自己在巴黎與奧地利所遭逢的精神與宗教危機。
從1893至1896年間，奧古斯特與符芮妲．烏爾的祖父母同住在奧地利小鎮杜馬克。在所謂的「地獄危機」 期間，奧古斯特借住在朋友，醫師安德許．伊利亞松位於宇斯塔小北路九號的家中調養自己的健康狀態；他在此地得到了寫下《Inferno》的靈感。
到了1896年，奧古斯特寄宿在巴黎的奧菲亞旅館；在此地，他的精神狀態產生了更嚴重的轉折。他開始相信自己被某個藝術詐騙集團監視、跟蹤，並在夜間聽到敲門聲。對此刻的他而言，這間旅館簡直如修道院一般陰森；奧古斯特便在這般恐慌的心理狀態下逃離巴黎，轉投靠住在靠近英吉利海峽的法國港市代爾普的老友家中。同年7月30日至8月28日，奧古斯特再度拜訪安德許‧伊利亞松；他在《Inferno》中將伊利亞松家的庭園形塑成一座修道院，而他在「煉獄」 章節中所述及的「羅緞般的玫瑰」至今盛開在伊利亞松位於宇斯塔的宅邸外。在拜訪伊利亞松之後，奧古斯特來到隆德，並在該處藉由植物學教授班特．林德羅斯的協助，與詩人朋友艾密爾．克林取得聯繫。克林是極少數來不及與奧古斯特反目成仇的朋友之一。
在隆德停留期間，奧古斯特執筆寫下《Inferno》。飽受憂鬱症與偏執狂症狀折磨的妹妹伊莉莎白．斯特林堡在1898年被送進了諾雪平醫院，最後在1904年死於烏普薩拉醫院。奧古斯特在其劇本《復活節》中，以伊莉莎白為雛型描寫劇中角色愛勒諾拉。
從1890年代中期開始，奧古斯特開始嘗試自然科學與煉金術的相關實驗；他的主要目的正是煉金。他的寫作風格也在此期間產生顯著的轉變，由早先的自然主義、現實主義慢慢趨近於象徵主義與神祕主義。

## 返抵斯德哥爾摩
此刻的奧古斯特已然是文壇中的名作家，但這並未使他免於經濟困難，以及抹滅他的爭議性。他在1898年搬到斯德哥爾摩的奧斯特曼區；於1904年寫成的《黑旗》乃是一部與首都地區大眾文化生活、特別是年輕一代作家相關的寫實小說。奧古斯特於1901年和女演員哈芮特．珀絲結婚；在此段婚姻期間，他另外在富魯松租了一棟別墅，在接下來的歲月裡，他從富魯鬆地區獲得了許多創作靈感。在完成於1902年的小說集《佛格灣與史崁海峽》中，佛格灣代表富魯松，而史崁海峽代表富魯松近旁的休普曼霍恩；在另一部作品《夢幻劇》或譯為《一出夢的戲劇》中，同樣可尋得來自富魯松的寫作靈感。
奧古斯特與哈芮特．珀絲的婚姻只維持到1904年。在這段期間，他從莎士比亞的歷史劇中得到靈感，寫成了包括《古斯塔夫．瓦薩》、《艾里克十五世》、《古斯塔夫三世》等劇本。1903年寫成自傳《孤獨》，奧古斯特將他與人群的疏離感描述得淋漓盡致。根據自傳中的描述，他最唾棄狗主人；在他眼中，狗是下賤且有害的動物。奧古斯特的父親曾經提到過，他對狗的怨恨大半來自孩提時代對鄰居所養之狗無以名狀的恐懼感。1907年，他出資在斯德哥爾摩成立了「親密劇場」；該劇場擁有小銀幕，可上演奧古斯特自編的劇本，同時又拉近與觀眾間的距離，所以被稱為親密劇場。由於奧古斯特是劇場的建立者，該劇場又稱「奧古斯特親密劇場」。

## 晚年
1908年，奧古斯特從卡拉路四十號(稍後被名為「斯特林堡公館」)搬遷到今日被稱為「藍塔」的皇后路八十五號；此地即為今日斯德哥爾摩市斯特林堡博物館之所在地。奧古斯特在此租用一棟四層樓高的公寓，以及一座小型圖書館。
這段期間的他不時感到疲累、並深信自己罹患了癌症；而他也的確說中了。他在創作生涯的最後階段重拾社會批評的路線，此舉又在文壇上引發辯論。奧古斯特被視為勞工運動的象徵人物之一，特別是依附報紙《風暴之鐘》發展的激進團體，以及其與保守派、開明派辯士間的對抗。他的最後作品《藍書》（1907年）與《寬儣鄉間路》（1909年）中，顯示其在社會批評路線上選邊站的蛛絲馬跡。

## 作品中譯
繁體本：
- 石朝穎譯，《魔鬼奏鳴曲》，志文出版社。
- 林國源譯，《夢幻劇》，志文出版社，初版1980年7月，1990年12月再版。
- 原著劇本史特林堡 著述與演出本整理陳玲玲玲，《夢幻劇》，台灣商務，1998年5月。

簡體本：
- 張道文譯，《紅房間》（副標題為斯特林堡選集），人民文學出版社，1981年3月。
- 石琴娥、高子英、李之義、符家欽譯，《斯特林堡戲劇選》（副標題為斯特林堡選集）本書中《鬼魂奏鳴曲》為英譯本轉譯，人民文學出版社，1981年。
- 高子英譯，《女僕的兒子》（副標題為斯特林堡選集），人民文學出版社，1982年11月。
- 金弢（韜）譯，《狂人辯詞》，中國文聯出版社，1988年。
- 張道文、高之英、李之義譯，《斯特林堡小說戲劇選》，人民文學出版社，1999年7月。
- 潘小松譯，《地獄 神秘日記抄》根據企鵝從書的英譯本轉譯，東方出版社，2003年10月。
- 汪義群編石琴娥、斯文等譯《西方現代戲劇流派作品選 3》選入了斯特林堡所著的《通往大馬士革之路》的第一部，中國戲劇出版社，2005年1月。
- 李之義譯，《斯特林堡文集》，人民文學出版社，2005年5月1日。
- 李之義譯，《瘋人辯護詞》，人民文學出版社，2005年5月5日。
- 金弢（韜）譯，《地獄婚姻》和之前的《狂人辯詞》內容基本一致，江蘇人民出版社，2006年12月。
- 石琴娥、斯文譯，《紅房間》，譯林出版社，2007年1月。
- 王曄譯，《海姆素島的居民》，上海文藝出版社，2016年2月。

## 外部連結
- 瑞典斯特林堡研究協會（页面存档备份，存于）
- 瑞典哥特堡大學語料庫